# 原國防部保密局桃園感訓所
國防部保密局桃園感訓所位於桃園市蘆竹區溪洲31-1號，又稱愛吾盧、徐厝、桃園監獄、天牢。原為前桃園縣長徐崇德的祖厝，屬三進二院的四合院建築，1950年開始成為國防部保密局的臨時監獄，一半為徐家住屋，另一半房子和屋外空地，則為關押人犯的房舍。1957年以後，國防部情報局仍以「桃園監獄」的名義繼續使用，直至1969年才完全裁撤。

## 歷史
1920年，新竹州蘆竹庄的徐家新厝完工，屬三進二院的閩式四合院建築，並由桃園仕紳鄭永南於門樓題名「愛吾廬」，但徐家人稱此為祖厝、新厝，鄰近居民則稱為徐厝，後以徐厝泛稱該區域。徐家五房的徐崇德，在1930年代即是蘆竹庄的地方政治要角，1947年則擔任《全民日報》桃園分社主任，實為國防部保密局的通訊員，負責從事情蒐工作。1951-1958年，當任桃園縣民選縣長。徐厝在太平洋戰爭期間，因日軍興建軍事設施而於1944年被日軍徵用為軍隊駐紮地。戰後，徐厝則借予保密局供關押人犯使用。根據保密局的檔案可知，自1949年10月起，保密局設計委員會委員姜達緒轉任桃園感訓所所長，可知已有此單位。而1950年冬季從保密局臺北看守所（南所）移來的喬家才，則是目前可知的最早被關押者。
1951年，保密局將身份較重要的人犯解送至徐厝關押，藉此疏散保密局內過多的人犯。同年4月，因調整看守所與感訓所的工作性質，原計畫將桃園感訓所搬遷至臺北看守所內，卻因保密局偵防組不願意而取消。1955年，保密局改制為國防部情報局。1957年，桃園感訓所奉令併入南所，但情報局並未歸還徐厝，反以「桃園監獄」的名義繼續使用至1969年才裁撤。情報局撤出徐厝後，徐家持續使用至今，目前該四合院仍是徐家自宅。
在編制上，桃園感訓所是以羈押已審判的人犯為主，但實際關押對象，可分為違犯保密局內規的工作人員、秘密關押或隔離特殊人犯、配合保密局其他監所調度三類。其中，因孫立人相關的李朋案、李鴻案、郭廷亮案等被捕的人犯，就被認定為需要秘密關押，而報界大老龔德柏、軍法局長包啟黃等人則屬被隔離的特殊人犯，但最特殊的莫過於一群蘇聯水手。:81-82 由於關押的「犯人」多為政府內部整肅異己或具有特殊身分的人士，有如中國傳統關押皇親國戚及大官的「天牢」，故也被政治犯稱為天牢。

## 建築空間
徐厝佔地2,000多坪，周圍有圍牆及竹林，進出道路有三，最左側的路通往軍方使用的徐厝大門，是人犯、監所管理者主要出入的動線；中間的路供徐家三房、六房進出用，可以從後門進入徐厝，再由內部的廊道通往其他空間；徐家的二房、五房則是繞到右側護龍的進出徐厝。保密局與徐家以前廳的迴廊及中庭作為主要的分界，用籬笆切成兩半，軍方使用前半段、徐家使用後半段，因籬笆有縫，有時人犯會透過洞口與徐家小孩互動。只有年節活動時，才會打開在軍方使用的大門，供徐家人進出。:84-87
軍方在空間利用上，以前廳做為中山室，左右兩側廂房是主管宿舍、辦公室，第一進左側有間印刷室及無線電室，其他則作為押房。每間約20尺長、12、13尺寬，由木柵隔成的房間，最多曾監禁20餘人。空間陰暗且潮濕，飲用水井內的黃泥水，晚上點的是黑煙撲鼻的煤油燈。對具特殊背景的人犯而言，徐厝的關押環境十分嚴苛，但基於身分特殊，感訓所也不敢過份剝削，管理較為寬鬆，因此伙食上較其他看守所佳，不僅有報紙可讀，彼此也可自由談話，並無傳出虐囚等事情。